# Omphalodipara
Omphalodipara är ett släkte av steklar. Omphalodipara ingår i familjen puppglanssteklar.
Kladogram enligt Catalogue of Life:
| Omphalodipara | \| \| Omphalodipara clavicornis \| \| \| \| \| \| Omphalodipara splendida \| \| \| \| |
|               | \| \| Omphalodipara clavicornis \| \| \| \| \| \| Omphalodipara splendida \| \| \| \| |
|               | Omphalodipara clavicornis                                                             |
|               |                                                                                       |
|               | Omphalodipara splendida                                                               |
|               |                                                                                       |